# Équipe de Norvège féminine de hockey sur glace
Cet article traite de l'équipe féminine. Pour l'équipe masculine, voir Équipe de Norvège de hockey sur glace.
L'équipe de Norvège féminine de hockey sur glace est la sélection nationale de Norvège regroupant les meilleures joueuses norvégiennes de hockey sur glace féminin lors des compétitions internationales. Elle est sous la tutelle de la Norges Ishockeyforbund. La Norvège est classée 13e sur 42 équipes au classement IIHF 2021 .

## Résultats

### Jeux olympiques
L'équipe féminine de Norvège n'a jamais participé aux Jeux olympiques.
- 2006 - Non qualifié
- 2010 - Non qualifié
- 2014 - Non qualifié
- 2018 - Non qualifié
- 2022 —  Non qualifié

### Championnats du monde
La Norvège a participé à chaque édition du championnat du monde féminin, réalisant sa meilleure performance lors des trois premières éditions avec une sixième place. Non qualifiée pour le Groupe A en 1999, elle a depuis évolué dans les échelons inférieurs. De 2001 à 2005, les joueuses norvégiennes connaissent une série de relégations et de promotions successives entre les Divisions I et II. 
- 1990 — Sixième
- 1992 — Sixième
- 1994 — Sixième
- 1997 — Huitième
- 1999 — Dixième (2e du Groupe B)
- 2000 — Onzième (3e du Groupe B)
- 2001 — Quinzième (7e du Groupe B)
- 2003 — Quinzième (1re de Division II)
- 2004 — Quatorzième (5e de Division I)
- 2005 — Quinzième (1re de Division II)
- 2007 — Treizième (4e de Division I)
- 2008 — Quatorzième (5e de Division I)
- 2009 — Douzième (3e de Division I)
- 2011 — Dixième (2e de Division I)
- 2012 — Dixième (2e de Division IA)
- 2013 — Treizième (5e de Division IA)
- 2014 — Dixième (2e de Division IA)
- 2015 — Treizième (5e de Division IA)
- 2016 — Treizième (5e de Division IA)
- 2017 — Onzième (3e de Division IA)
- 2018 — Treizième (5e de Division IA)
- 2019 — Treizième (3e de Division IA)
- 2020 — Pas de compétition en raison de la pandémie de coronavirus[4]
- 2021 — Pas de compétition en raison de la pandémie de coronavirus [5].
- 2022 — Douzième (2e de Division IA)

Note :  Promue ;  Reléguée

### Championnats d'Europe
La Norvège a participé à chaque édition du Championnat d'Europe terminant à chaque reprise au pied du podium à l'exception de l'édition 1993 au cours duquel elle remporte la médaille de bronze.
- 1989 - Quatrième
- 1991 - Quatrième
- 1993 -  Troisième
- 1995 - Quatrième
- 1996 - Quatrième

### Classement mondial
| Année | Rang | Points | Progression |
| ----- | ---- | ------ | ----------- |
| 2003  | 14   | 650    | -           |
| 2004  | 14   | 1510   | ±0          |
| 2005  | 15   | 1695   | -1          |
| 2006  | 15   | 1900   | ±0          |
| 2007  | 15   | 2145   | ±0          |
| 2008  | 14   | 2150   | +1          |
| 2009  | 11   | 2195   | +3          |
| 2010  | 12   | 2225   | -1          |
| 2011  | 12   | 2280   | ±0          |
| 2012  | 10   | 2320   | +2          |

| Année      | Rang | Points | Progression |
| ---------- | ---- | ------ | ----------- |
| 2013       | 11   | 2280   | -1          |
| Fév. 2014  | 11   | 2285   | ±0          |
| Avril 2014 | 10   | 3225   | +1          |
| 2015       | 11   | 2950   | -1          |
| 2016       | 13   | 2690   | -2          |
| 2017       | 12   | 2485   | +1          |
| Fév. 2018  | 12   | 3 155  | ±0          |
| Avril 2018 | 13   | 3 130  | -1          |
| 2019       | 13   | 2 895  | ±0          |
| 2020       | 13   | 2 660  | ±0          |
| 2021       | 12   | 2 425  | ±0          |

## Équipe moins de 18 ans

### Championnat du monde moins de 18 ans
L'équipe des moins de 18 ans fait ses débuts en 2009, à l'occasion de la seconde édition du Championnat du monde de cette catégorie.
- 2009 — 5e de la Division I
- 2010 — 5e de la Division I
- 2011 — 4e de la Division I
- 2012 — 4e de la Division I
- 2013 — 4e de la Division I
- 2014 — 4e de la Division I
- 2015 — 2e de la Division I
- 2016 — 4e de la Division I
- 2017 — 3e de la Division IA
- 2018 — 6e de la Division IA
- 2019 — 2e de la Division IB
- 2020 — 1re de la Division IB
- 2021 — Pas de compétition en raison de la pandémie de coronavirus

### Jeux olympiques de la jeunesse
En tant que pays organisateur, la Norvège est qualifiée d'office pour les Jeux olympiques de la jeunesse d'hiver de 2016, organisés à Lillehamer.
- 2012 — Ne participe pas
- 2016 — Cinquième
- 2020 — Ne participe pas